# Randy’s Donuts

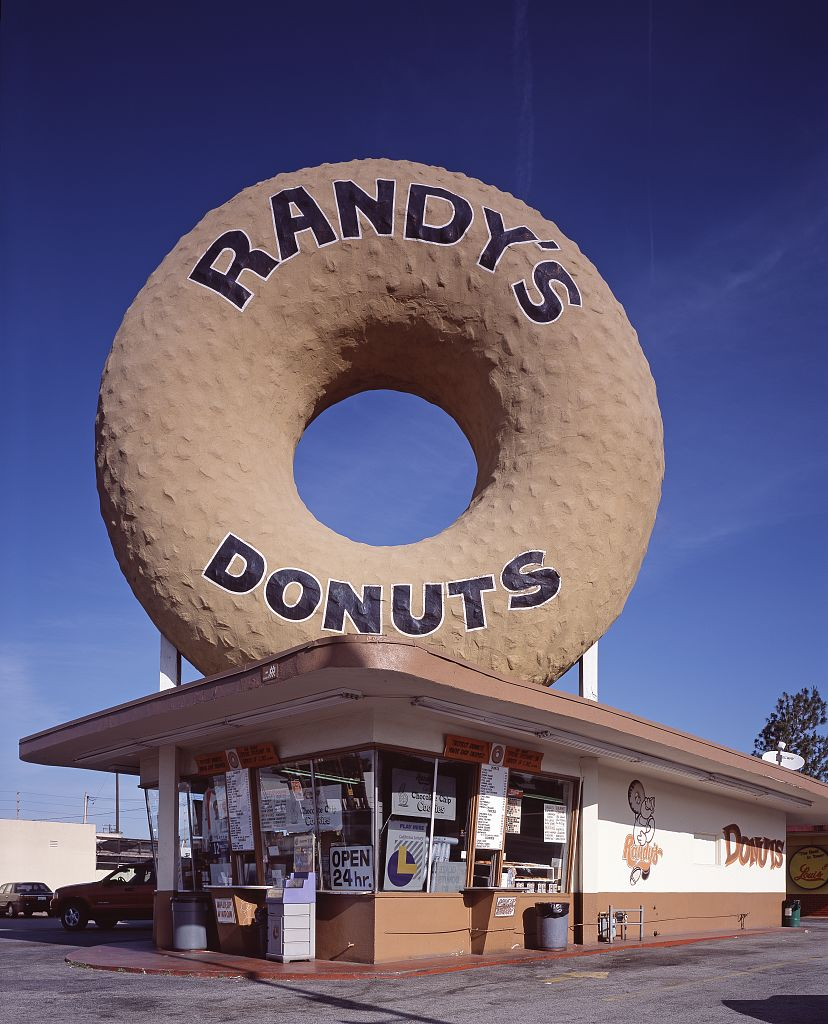
Randy’s Donuts

Randy’s Donuts ist ein Imbissstand in Inglewood (Los Angeles County, Kalifornien), der häufig in Spielfilmen zu sehen ist.
Das Gebäude wurde unter anderem in den Filmen Atemlos, Auf der Suche nach dem goldenen Kind, Der Prinz aus Zamunda, Kopfüber in die Nacht, Mars Attacks!, Logorama, Zebo, der Dritte aus der Sternenmitte, Iron Man 2, Volcano, Crocodile Dundee in Los Angeles, Problem Child 2 und 2012 gezeigt. Außerdem kommt es in dem Musikvideo zu dem Song Switch Lanes des Rappers Rittz vor. Tuff Nut Donuts (dt. tuff = taff = harte Nüsse) ist ein Donutladen im Computerspiel Grand Theft Auto: San Andreas und basiert auf dem Randy’s-Donuts-Gebäude.
Die Zukunft des Gebäudes und seine schließliche Zerstörung nach einem fiktiven Verschwinden der Menschheit wird in Folge 4 der 2. Staffel der Dokufiktion-Serie Zukunft ohne Menschen („Das letzte Mahl“, USA 2010) gezeigt.